# Перетворення Галілея
Перетворення Галілея — назва перетворень у класичній механіці, згідно з якими змінюються значення фізичних величин при переході між різними інерційними системами відліку.

## Перетворення
Перетворення Галілея дозволяють описати фізичне явище в інерційній системі відліку якщо відомо як виглядає дане фізичне явище в іншій інерційній системі відліку.
Якщо осі координат у двох системах відліку мають однакові напрямки, а одна система рухається вздовж осі {\displaystyle y} другої системи з постійною швидкістю {\displaystyle V}, то перетворення мають вигляд:
{\displaystyle x^{\prime }=x}
{\displaystyle y^{\prime }=y-Vt}
{\displaystyle z^{\prime }=z}
{\displaystyle t^{\prime }=t}
Відповідно змінюються компоненти швидкості
{\displaystyle v_{x}^{\prime }=v_{x}}
{\displaystyle v_{y}^{\prime }=v_{y}-V}
{\displaystyle v_{z}^{\prime }=v_{z}}
Інші величини, такі як прискорення, сила, маса при перетвореннях Галілея не змінюються.
Відповідно, не змінюється вигляд рівнянь Ньютона. Говорять, що рівняння Ньютона інваріантні відносно
перетворень Галілея.
Принцип відносності Галілея можна сформулювати як наступне твердження: „Всі закони механіки однакові в усіх інерціальних системах відліку, отже, інваріантні відносно перетворень Галілея”.
Можна також сказати, що всі інерціальні системи відліку абсолютно еквівалентні одна до одної, тому всі механічні явища в кожній такій системі протікають однаково.
Існує універсальний час, який плине однаково в усіх таких системах відліку. Це твердження фактично є головним постулатом, на якому ґрунтується як класичний принцип відносності Галілея, так і закон складання швидкостей 
У відповідності із всіма зробленими вище висновками наведемо принцип відносності Галілея у вигляді, як його сформулював сам автор: „жодні механічні досліди, проведені всередині інерціальної системи відліку, не дають можливості встановити, система перебуває у спокої чи в рівномірному прямолінійному русі”.
Доречи, цей постулат дещо доповнив основоположник теорії відносності А.Ейнштейн, який дійшов до висновку, що не тільки механічними, а й будь-якими дослідами, проведеними в інерціальній системі відліку, неможливо встановити факт її рівномірного і прямолінійного руху.
Принцип відносності Галілея і постулат про універсальність часу є справедливими лише для відносно малих швидкостей руху. Як тільки частинка (тіло) починає рухатися зі швидкостями, що наближаються до швидкості світла у вакуумі (м/с) класична механіка і, зокрема, принцип відносності Галілея та формули  виявляються неприйнятними, такими що суперечать експериментальним спостереженням

## Зв'язок із перетворенням Лоренца
Закони класичної механіки, зокрема рівняння Ньютона, інваріантні відносно
перетворень Галілея, тобто всі рівняння класичної механіки не змінюють свого вигляду при переході
від однієї інерційної системи координат до іншої. Це відображає неявне припущення класичної механіки
щодо того, що взаємодія відбувається миттєво.
З точки зору перетворень Лоренца це означає нескінченність швидкості світла (яка є максимальною швидкістю передачі взаємодії).
{\displaystyle \lim _{c\to \infty }\left({\frac {y-Vt}{\sqrt {1-{V^{2} \over c^{2}}}}}\right)=y-Vt}
{\displaystyle \lim _{c\to \infty }\left({\frac {t-x\left({V \over c^{2}}\right)}{\sqrt {1-{V^{2} \over c^{2}}}}}\right)=t}
Однак, відомо, що інші основоположні рівняння класичної фізики — рівняння Максвелла не є інваріантними щодо перетворень Галілея, й повинні були б записуватися по-різному в різних
інерційних системах координат, якби перетворення Галілея були основоположним законом фізики.
Згідно із теорією відносності основоположним законом фізики є перетворення Лоренца, й закони Ньютона модифікуються таким чином, щоб бути інваріантними щодо них.
Перетворення Галілея, проте, залишаються справедливими для швидкостей значно менших від швидкості світла {\displaystyle \left({V \over c}\right)\to 0}.